# Pilastri (Bondeno)
Pilastri (I Pilàstar in dialetto ferrarese) è un paese in provincia di Ferrara ed è frazione di Bondeno. Risulta essere la seconda frazione di Bondeno più popolata ed estesa, preceduta solo da Scortichino.
A Pilastri vi è il sito archeologico più grande di tutto il comune di Bondeno e di tutto l'Alto Ferrarese.

## Geografia fisica
Sorge all'estremità nord-occidentale della provincia di Ferrara, all'incrocio con quelle di Mantova e Modena e con le regioni Emilia-Romagna e Lombardia. Dista 14 km dal capoluogo comunale, raggiungibile con la S.P. 69 Virgiliana (già SS496).

## Storia
Collocato al centro delle antiche Valli del Burana bonificate sul finire del XIX secolo, il paese è stato da sempre un punto di confine: nel Rinascimento tra le terre Estensi ed il ducato dei Gonzaga e poi, fino all'Unità d'Italia, tra lombardo-veneto e stato pontificio. Nei pressi dell'abitato, lungo la strada denominata del Campo, sono ancora visibili numerosi cippi marmorei che segnavano questo ultimo confine, fissato nel 1757 con il Trattato di Melara.
L'abitato di Pilastri e le campagne circostanti hanno subito seri danneggiamenti con gli eventi sismici del luglio 2011 e del 20 e 29 maggio 2012.

## Monumenti e luoghi d'interesse

### Architetture religiose
- Chiesa di San Matteo Apostolo. Edificata nel 1580 da Agostino Mosti, nobile di Ferrara, come probabile annesso al Palazzo di famiglia. Venne successivamente eretta in Parrocchiale, affidata alla locale confraternita del Corpo di Cristo ed aggregata alla Cattedrale di Ferrara.[2] Distrutta e poi ricostruita due volte, a seguito delle rovinose inondazioni del Po, nel 1705 e nel 1839. Notevole l'altare marmoreo avuto per donazione di Don Domenico Verri (Parroco del paese dal 1750 al 1786)[3].

### Architetture civili
- Palazzo Mosti: casa gentilizia edificata nella seconda metà del XVI sec. dalla famiglia Estense Mosti, probabilmente inglobando una preesistente torre di caccia analoga a quelle distribuite nella stessa epoca tra Ferrara ed il confine del ducato, la cui sommità è ancora oggi visibile nell'angolo nord-occidentale dell'edificio.[4]
- Strada dell'Argine del Campo: percorso di antichissima origine, formato su uno dei dossi di paleoalveo del Po e consolidato già in epoca medievale. La strada corre in sommità dell'argine interno alle antiche Valli d'Arcole già oggetto nell'anno 972 di permuta tra Leone, vescovo di Ferrara e Martino, vescovo di Mantova;[5] percorrendola si possono osservare molti siti di insediamento umano in età del bronzo e del ferro, i resti dei pilastri di confine tra Impero austro-ungarico e Stato pontificio, numerosi esempi di corti rurali aperte e di case bracciantili del XIX e XX secolo.
- Crich: sito non archeologico più vecchio del paese, situato nelle campagne a sud est del territorio quasi al confine con quelli di Burana e Gavello, separato da questo dal Canale di Burana, si dice fosse un antico luogo d'attracco e pernottamento, con tanto di osteria, per i naviganti che percorrevano i corsi d'acqua da Nonantola a Ferrara. Il nome del posto, fresco e lontano dai rumori del progresso e perciò fino a non molti anni or sono frequentato da molti pilastresi nelle serate estive, è difatti lo stesso di un tipo di imbarcazione parente della comacchiese "Batana". Si ritiene infatti che la famiglia che per tanti anni vi abitò, i Vacchi(denominati appunto i Crich) avesse origini Comacchiesi e che i primi componenti si stabilirono nel sito sin dalla seconda metà del XVIII secolo.

## Manifestazioni
- Festa del Patrono, che si svolge la domenica successiva al 21 settembre.
- Manifestazione enogastronomica denominata Il Salame dei Pilastri, organizza dall'Associazione Culturale I Pilastri del Po, si svolgeva ogni anno nella settimana tra la fine di maggio e l'inizio di giugno (considerando il periodo ideale in cui il Salame compie la sua maturazione naturale). Istituita nel 2003, è stata poi sospesa dal 2012 a causa del terremoto dell'Emilia e dell'impoverimento culturale del Comune di Bondeno vista la continua fuga di cittadini verso luoghi in cui le opportunità di lavoro sono più probabili.